# 韋拉鄉 (多爾日縣)
44°17′N 23°25′E / 44.283°N 23.417°E
韋拉鄉（羅馬尼亞語：Comuna Vela, Dolj），是羅馬尼亞的鄉份，位於該國西南部，由多爾日縣負責管轄，面積66平方公里，海拔高度171米，2007年人口2,095，人口密度每平方公里32人。